# Alboino I della Scala
Alboino I della Scala (fallecido el 29 de noviembre de 1311) fue el señor Scaligeri de Verona desde 1304 hasta su muerte.

## Biografía
Alboino fue el segundo hijo de Alberto I della Scala y Verde da Salizzole. Se desconoce su fecha de nacimiento, pero se le registra como "muy joven" en 1289. En 1298 se casó con Caterina Visconti, hija de Mateo I Visconti; ocho años después, Alboino volvió a casarse con Betrice, hija de Gilberto III da Correggio.
Tras la muerte de su hermano mayor Bartolomeo, el 7 u 8 de marzo de 1304, Alboino lo sucedió como señor de Verona. A partir de 1308, Alboino asoció a su hermano menor Cangrande como cogobernante.
Los Scaligeri se beneficiaron de su apoyo al emperador del Sacro Imperio Romano Germánico, Enrique VII. Durante el descenso de Enrique a Italia en 1311, nombró a Alboino y Cangrande vicarios imperiales para Verona y su territorio.
Alboino falleció el 29 de noviembre de 1311 y fue sucedido por Cangrande I, quien gobernó hasta su muerte en 1329 y expandió el dominio veronés hasta convertirlo en un importante estado territorial. Tras la muerte de Cangrande, los hijos de Alboino, Alberto II y Mastino II, gobernaron Verona.
Además de sus dos hijos, Alboino tuvo también dos hijas: de su primer matrimonio, Alboina (nacida c.  1309 ), que llegó a ser abadesa del monasterio de San Michele in Campagna, y de su segundo matrimonio, Verde, que en 1317 se casó con Rizzardo da Camino.

## Sucesión
| Predecesor: Bartolomeo I della Scala (1301-1304) | Señor de Verona 1304 - 1311 | Sucesor: Cangrande I della Scala (1308-1329) |

- Datos: Q322127